# Alain Brion
Pour les articles homonymes, voir Brion.
Alain Brion, né en 1966 à Paris, est un illustrateur et un auteur de bande dessinée français.

## Œuvre

### Albums de bande dessinée
- Androïdes, Soleil Productions, collection Anticipation

1 - Résurrection, 2021.
- Corpus Hermeticum, Soleil Productions, collection Terres Secrètes

1. Opération Gremikha, scénario de Nicolas Tackian, dessins d'Alain Brion, 2007  (ISBN 978-2-84946-708-4)
- L'Épopée de Gilgamesh, Soleil Productions

1. Le Trône d'Uruk, scénario de Julien Blondel, dessins d'Alain Brion, 2010  (ISBN 978-2-302-00967-7)
- Excalibur - Chroniques, scénario de Jean-Luc Istin, dessins d'Alain Brion, Soleil Productions, collection Soleil Celtic

1. Chant 1 - Pendragon, 2012  (ISBN 978-2-302-01890-7)
2. Cernunnos, 2013  (ISBN 978-2-302-03069-5)

- Les Insurgés d'Edaleth, scénario de Nicolas Tackian, dessins d'Alain Brion, Soleil Productions, collection Mondes futurs

1. Cantiques, 2004  (ISBN 2-84565-746-3)
2. Croisade, 2005  (ISBN 2-84946-099-0)
3. Libération, 2007  (ISBN 978-2-84946-936-1)

### Albums d'illustrations
- Les Dragons, dessins d'Arnaud Boudoiron, Olivier Héban, Paolo Deplano, Gwendal Lemercier, Tregis, Kyko Duarte, Djief, Jean-Paul Bordier, Alain Brion, Pierre-Denis Goux, Valentin Sécher, Rémi Torregrossa et Erwan Seure-Le-Bihan, Soleil Productions, collection Soleil Celtic, 2011  (ISBN 978-2-302-01922-5)
- Les Filles de Soleil, Soleil Productions

14. Les Filles de Soleil, dessins collectifs, 2009  (EAN 200-0-00-943613-6)
18. Les Filles de Soleil, dessins collectifs, 2013  (ISBN 978-2-302-02711-4)

## Récompenses
- Prix Imaginales 2010 dans la catégorie « Illustration » pour ses couvertures d'Elantris (Brandon Sanderson)[1]
- Prix Wojtek Siudmak du graphisme 2010 pour ses couvertures d'Elantris (Brandon Sanderson)[réf. souhaitée]